# Santa Maria del Divino Amore a Castel di Leva (diaconia)
La diaconia di Santa Maria del Divino Amore a Castel di Leva (in latino Diaconia Beatæ Mariæ Virginis Divini Amoris ad Castrum Leonis) è un titolo cardinalizio istituito da papa Francesco il 28 novembre 2020 con la bolla Purpuratis Patribus.
Il santuario della Madonna del Divino Amore, su cui insiste il titolo, è un edificio sacro di Roma composto da due chiese: quella antica è del 1745, quella nuova è invece del 1999. È una meta di pellegrinaggio cara ai romani: durante l'estate ogni sabato si tiene un pellegrinaggio notturno a piedi da Roma al santuario. Il santuario è sede della parrocchia di Santa Maria del Divino Amore a Castel di Leva, eretta, in forza della lettera apostolica di papa Pio X Quamdiu per agri romani del 24 maggio 1912, con il decreto del cardinale vicario Francesco Marchetti Selvaggiani Cum Summus Pontifex del 1º dicembre 1932.

## Titolari
- Enrico Feroci, dal 28 novembre 2020